# Unadilla (ville, New York)
Pour les articles homonymes, voir Unadilla.
Ne doit pas être confondu avec Unadilla (village, New York).
Unadilla est une ville du comté d'Otsego, dans l'État de New York, aux États-Unis,. En 2010, elle comptait une population de 4 392 habitants.

## Démographie
Lors du recensement de 2000, la ville comptait une population de 4 392 habitants, tandis qu'en 2016, elle est estimée à 4 186 habitants.